# Kaple svatého Josefa (Okřešice)
Kaple svatého Josefa je kaple v Okřešicích, od roku 1971 místní části města Česká Lípa. Byla zde postavena v roce 1896.

## Další údaje
Kaple náleží pod Římskokatolickou farnost v České Lípě
V katalogu litoměřického biskupství je uvedena jako Okřešice, kaple sv. Josefa, hřbit.
V internetovém katalogu biskupství litoměřického je uvedena jako sv. Josefa, Okřešice u České Lípy.
V celostátním seznamu kulturních památek uvedena není.